# Schreibmaschinenschrift

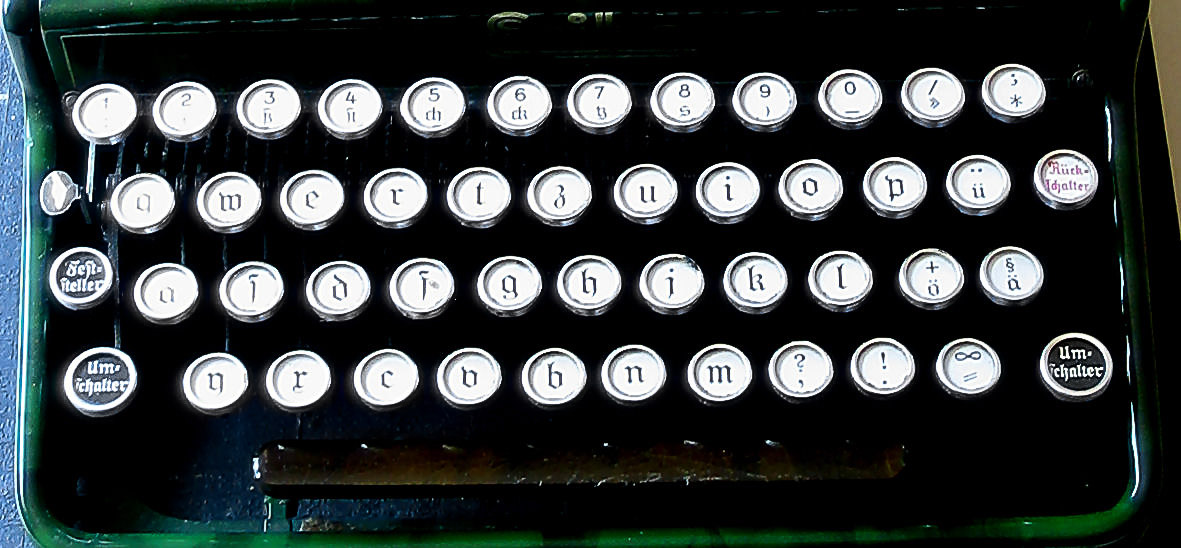
Tastatur der Erika Nr. 5 in Fraktur

Schreibmaschinen-Schwabacher

Unter Schreibmaschinenschrift versteht man nichtproportionale Schriftarten mechanischer oder elektrischer Schreibmaschinen. Außerdem wurden Schreibmaschinenschriften seit dem Ende des 19. Jahrhunderts in großer Variation für den Bleisatz hergestellt. So verzeichnet das „Handbuch der Schriftarten“ 1926 bereits 46 verschiedene lieferbare Handsatzschriften. Damit wurden z. B. Anschreiben und Angebote auf Geschäftsbriefbogen gedruckt. Ende des 20. Jahrhunderts kamen Schreibmaschinenschriften auch als digitale Versionen auf den Markt.

## Besondere Eigenschaften
Bei einer Schreibmaschinenschrift haben alle Schriftzeichen die gleiche Dickte, also eine feste Breite. Dies führt zu besonderen Anpassungen der Formen: Ein kleines i muss künstlich verbreitert werden, ein großes M muss verschmälert werden. Normale Schriften, mit schmalem i und breitem M, nennt man Proportionalschriften.
Schreibmaschinenschriften in Form von Typen müssen sehr robust sein, insbesondere verbieten sich feine und dünne Striche. Sie haben daher meist sehr einheitliche Strichstärke und gleichen in dieser Hinsicht der Egyptienne.
Es gibt sehr verschiedene Schreibmaschinenschriften: Solche mit Serifen (wie Courier, Pica oder Computer Modern Typewriter), serifenlose (wie Lucida Typewriter) und sogar eine Schreibmaschinen-Schreibschrift mit dem Namen Roma (für die Kugelkopfschreibmaschine von IBM).
Die späteren elektrischen und elektronischen Schreibmaschinen mit günstig auswechselbaren Schriftträgern kannten weitere Schriften. Die bekanntesten unter ihnen sind die Letter Gothic (eine weitgehend serifenlose Schrift), die Prestige (eine Serifenschrift mit Strichstärkenkontrast), die Quadro (eine etwas eckige, weitgehend serifenlose Schrift) und die Script (eine Art Schreibschrift). Es gab eine ganze Reihe von Varianten dieser Grundtypen, ebenso wie Typenträger mit Sonderzeichen – etwa für mathematische Formeln.
Die Schriftgrößen unterschieden sich nicht wesentlich voneinander. Erst mit den elektronischen Schreibmaschinen wurden drei standardisierte Größen eingeführt: 10, 12 und 15 Zeichen pro Zoll (CPI). Manche Hersteller von Schreibmaschinen lieferten auch mechanische Schreibmaschinen mit anderen Größen aus. Die häufigste Standardgröße war jedoch 10 CPI in der Schriftart Pica. Es gab aber auch Maschinen mit 12 CPI, hierfür wurde meist die Schriftart Elite verwendet. Obwohl die Schriftart Pica sich sicherlich auch verkleinert mit 12 CPI verwenden lassen würde, bezeichnet man mit Pica und Elite auch die Schriftdichte, unabhängig von der verwendeten Schriftart. Die Schriftart Prestige Elite hat also 12 CPI und Prestige Pica hat 10 CPI, obwohl die Schriftart Prestige der Schriftart Pica nicht sehr ähnelt. Schriftarten in 15 CPI werden auch als Micron bezeichnet.
Später gab es auch Schreibmaschinen mit Proportionalschrift, wie zum Beispiel den IBM Selectric Composer (1966). Bei diesen Schriften handelte es sich oft um Varianten Times-ähnlicher und Helvetica-ähnlicher Schriften. Adrian Frutiger passte eine Version seiner Univers speziell auf das auf 9 möglichen Dickten basierende System des Selectric Composer an. Diese Schreibmaschinen wurden oft für kleinere Satzarbeiten als Alternative zu den Setzmaschinen der Druckereien verwendet, und die mit ihnen produzierten Texte sehen auch eher gesetzt als maschinengeschrieben aus. Deshalb verbindet man heute immer noch hauptsächlich die nichtproportionalen Schriften mit dem Begriff Schreibmaschinenschrift.

### Häufig verwendete nichtproportionale Schriftarten
Der Wechsel der Schriften kam hauptsächlich erst seit der häufigen Verwendung von Kugelköpfen und Typenrädern in Frage. Frühe historische Wechseltypenträger gab es gelegentlich auch früher, siehe z. B. Blickensderfer. Die prinzipielle Wechselmöglichkeit bedeutet aber nicht, dass vom Wechseln des Typenrades auch häufig Gebrauch gemacht wurde. Typenräder kosteten in den 1990er Jahren umgerechnet rund 50 Euro, Kugelköpfe wegen der nötigen speziellen Verwindungssteife auch erheblich mehr. In Privathaushalten war der Einsatz mehrerer Typenträger deshalb die Ausnahme. Standardmäßig wurden Schreibmaschinen mit einem Typenträger für 10 und 12 CPI gleichermaßen geliefert. Bei 12 Zeichen pro Zoll war der Zeichenabstand marginal und die Schrift so gestaltet, dass der Abstand bei 10 Zeichen nicht zu groß wirkte. Dieser Abstand wirkte zwischen 12 und 15 CPI jedoch zu groß für gemeinsame Typenträger.
Folgende Schriftarten waren häufig anzutreffen – Schrittweiten in Klammern (10, 12, 1012 für beide, 15):
Serifenschriften
- Prestige (10, 1012, 12, auch italic 1012)
- Pica (10) bzw. Elite (12, selten auch 15)
- Brougham (10, 12, 15)

Serifenlose Schriften
- Letter Gothic (12)
- Quadro (selten 10, 1012, 12, 15)
- Grande (meist nur 10)
- diverse OCR-Schriften (meist nur 10)

Handschriften
- Script (10, 12, bei Brother auch 1012)
- Roma (10, 12)

## Frakturtypen für die Schreibmaschine

Schreibmaschinen-Fraktur

In der ersten Hälfte des 20. Jahrhunderts gab es im deutschen Sprachraum auch Schreibmaschinen mit Frakturtypen. Diese hatten im Allgemeinen die frakturtypischen Ligaturen ch, ck, tz, st und das lange s als zusätzliche Zeichen. Die Schreibmaschinenfraktur war nicht vereinheitlicht, d. h. es gab mehrere Versionen. Die häufigste war eine Schrift, die von der gewöhnlichen Buchfraktur abgeleitet war. Es gab aber auch Schwabacher- (bzw. die so genannte Neue Schwabacher) und einfache Texturaschriften. Einige dieser Frakturschriften hatten auch leicht unterschiedliche Strichstärken. Eine Besonderheit dieser Schreibmaschinen war zumindest bei einigen, dass auch die Tastenkappen in Frakturschrift beschriftet waren. Die Frakturschriften setzten sich aber auf der Schreibmaschine nicht durch, da sie als nicht-proportionale Schreibmaschinenschriften sehr schwer zu lesen sind. Versuche, Schreibmaschinen mit proportionalen Frakturschriften auszurüsten, schlugen ebenfalls fehl.

## Digitalisierte Schreibmaschinenschriften
Nachdem die Schreibmaschine heute nahezu obsolet geworden ist, existiert eine Reihe von Schreibmaschinenschriften in digitalisierter Form als Computerschriftart weiter. Hierbei kann man zwischen den oft als Rough-Version bezeichneten Schriftarten unterscheiden, die die Unregelmäßigkeiten im Anschlag, das Verschmieren der Farbe und die Struktur des Farbbandes imitieren, und den sauberen Digitalisierungen, die auf der Originalform der Metalltypen basieren.
Beispiele für saubere Digitalisierungen sind z. B. die Fontfamilien Courier, Typewriter MT und Typewriter Elite MT (Monotype), Letter Gothic Std, Orator Std und Prestige Elite Std (Adobe), FF Magda Clean und FF Elementa (FontFont), Pica 10 Pitch BT und Script 12 Pitch BT (Bitstream).
Von den Rough-Versionen gibt es unzählige, viele auch als Freefonts. Die erste kommerzielle rau digitalisierte Schreibmaschinenschrift war die FF Trixie (1991) von Erik van Blokland.